# Anilany helenae
Anilany helenae (Vallan, 2000) è una rana della famiglia Microhylidae, endemica del Madagascar. È l'unica specie del genere Anilany.

## Distribuzione e habitat
Questa specie è presente solo nella località tipo, la Riserva speciale di Ambohitantely nel Madagascar centrale, ad una altitudine di 1.500 m.

## Conservazione
La Lista rossa IUCN classifica Anilany helenae come specie in pericolo critico di estinzione (Critically Endangered).